# Iameno
Iameno (em latim: Iamenus; em grego clássico: Ἰαμενός; romaniz.: Iamenós), na mitologia grega, foi um herói troiano na Ilíada. Juntamente com Asio, foi morto por Leonteu durante o ataque dos troianos ao acampamento dos gregos.